# أولاد امبارك (سيدي موسى لمهاية)
أولاد امبارك هي إحدى مشيخات المملكة المغربية، تتبع جغرافيا لعمالة وجدة أنكاد وإداريًا لسيدي موسى لمهاية. يقدر عدد سكانها بـ 25971 نسمة حسب الإحصاء الرسمي للسكان والسكنى لسنة 2004.